# Quadricorrente
Na relatividade especial e relatividade geral, a quadricorrente é a covariância lorentziana que substitui a densidade de corrente eletromagnética.
{\displaystyle J^{a}=\left(c\rho ,\mathbf {j} \right)}
onde
c é a velocidade da luz
ρ é a densidade de carga
j corrente elétrica convencional
Este quadrivetor pode expressar-se em termos da quadrivelocidade como
{\displaystyle J^{a}=\rho _{0}V^{a}\,}
Onde
{\displaystyle \rho ={\frac {\rho _{0}}{\sqrt {1-{\frac {v^{2}}{c^{2}}}}}}}

## Equação de continuidade
Para que o quadrivetor densidade de corrente descreva adequadamente ρ e j, debe cumprir a seguinte relação geométrica:
{\displaystyle \delta J=0\,\!}
Ou em sistemas de coordenadas de Lorentz:
{\displaystyle \partial _{\mu }J^{\mu }=0}
Escrito como relação em um sistema inercial S:
{\displaystyle \partial _{0}J^{0}+\partial _{1}J^{1}+\partial _{2}J^{2}+\partial _{3}J^{3}={\frac {1}{c}}{\frac {\partial }{\partial t}}(\rho c)+{\frac {\partial J_{x}}{\partial x}}+{\frac {\partial J_{y}}{\partial y}}+{\frac {\partial J_{z}}{\partial z}}=0}
O que nos leva à conhecida equação de continuidade:
{\displaystyle {\frac {\partial \rho }{\partial t}}+\nabla \mathbf {j} =0}